# Улица Герцена (Ижевск)
У́лица Ге́рцена — улица в Индустриальном районе города Ижевск. Пролегает от Фронтовой улицы до улицы Халтурина с запада на восток. Нумерация домов ведётся от Фронтовой улицы. Протяжённость улицы около 800 метров.

## История
Улица существует с 1939 года.
Названа по имени писателя и философа А. И. Герцена, который известен в Удмуртии тем, что по пути в Вятскую ссылку останавливался в городе Глазов.

## Описание
Улица Герцена расположена в географическом центре нагорной части Ижевска, в жилом районе Карлутский Индустриального административного района, между переулками Профсоюзным и Спартаковским. Вся улица обслуживается городским отделением связи № 9.
Берёт начало у дома № 33 по Фронтовой улице на левом берегу реки Карлутки. Проходит в восточном направлении и заканчивается напротив дома № 40 по улице Халтурина.
Пересекает Индустриальную, Парковую, Ипподромную, Совхозную улицы, проезд и улицу Чапаева, проезд Халтурина.
С чётной стороны к улице Герцена примыкают Ипподромный и Совхозный проезды.

## Примечательные здания и сооружения
По чётной стороне:
- № 6 — 9-этажный панельный жилой дом, построен в 1986 году[7].
- № 8 — жилой комплекс «Огни Ижевска».
- № 14 — супермаркет «999».

## Транспорт
Улица пригодна для движения автотранспорта и имеет асфальтовое покрытие почти на всём своём протяжении (от улицы Индустриальной до Халтурина).
В конце улицы находится станция трамвая «Улица Герцена» (маршруты  и ). По самой улице маршруты общественного транспорта не проходят.